# Armorial des familles basques (Gam - Gar)
Cet article décrit l'armorial des familles basques par ordre alphabétique et concerne les familles dont les noms commencent par les lettres « Gam » successivement jusqu’à « Gar ».

## Blasonnements

### Gam
Famille Gamarra (Alava) :
| Blason | Blasonnement : De gueules à treize feuilles de peuplier d'argent posées en trois pals de quatre et une en pointe ; à la bordure d'or chargée de huit flanchis de gueules. Note : Les blasonnements de cette page sont tous issus de cet ouvrage qui cite également d'autres sources. Commentaires : Palacio à Gamarra la Mayor, près de Vitoria-Gasteiz. Ximon Lopez de Gamarra accompagna Ferdinand III le Saint au siège de Séville. Des branches de cette famille essaimèrent en Biscaye, Navarre, Rioja, Castille, Séville et au Pérou. |

Famille Gambart (vallée d'Aezcoa) :
| Blason | Blasonnement : D'argent à l'arbre de sinople, au sanglier de sable brochant sur le fût ; à la bordure engrêlée de gueules. Note : Les blasonnements de cette page sont tous issus de cet ouvrage qui cite également d'autres sources. Commentaires : Maison noble à Abaurrea Alta qui porte les armes de la vallée. |

Famille Gamboa (Alzate) :
| Blason | Blasonnement : D'or à trois cœurs de gueules, 2 et l. Alias : d'or à trois feuilles de peuplier d'azur, 2 et 1. Alias : d'or à deux loups passants de sable ; à la bordure engrêlée de gueules (branche d'Alzate). Note : Les blasonnements de cette page sont tous issus de cet ouvrage qui cite également d'autres sources. Commentaires : Ancien lignage du Guipuscoa, célèbre pour avoir pris la tête des bandes connues sous le nom de "Gamboines" qui marquèrent l'histoire du Pays basque, Etablis à Urrugne, en Labourd, au XVe siècle. |

Famille Gamboa (Urtubie) :
| Blason | Blasonnement : D'argent à trois fasces de gueules accompagnées de neuf loups passants de gueules posés entre les fasces, 3, 3 et 3. Note : Les blasonnements de cette page sont tous issus de cet ouvrage qui cite également d'autres sources. Commentaires : Les armes d'Urtubie sont souvent portées seules. |

Famille Gamboa (Garro) :
| Blason | Blasonnement : D'argent à la croix de gueules cantonnée de quatre loups de sable. Note : Les blasonnements de cette page sont tous issus de cet ouvrage qui cite également d'autres sources. Commentaires : Armes de la branche de Garro. |

Famille Gamio (Baztan) :
| Blason | Blasonnement : D'or à une tour de pierre au naturel. Note : Les blasonnements de cette page sont tous issus de cet ouvrage qui cite également d'autres sources. Commentaires : Maison noble à Ziga au sud de la vallée, à Arizkun et Arraioz. |

### Gan
Famille Ganaberho (Basse-Navarre) :
| Blason | Blasonnement : Coupé, au 1 d'or à l'ours de sable, armé et lampassé de gueules ; au 2 d'argent au buisson de sinople fleuri d'azur. Note : Les blasonnements de cette page sont tous issus de cet ouvrage qui cite également d'autres sources,. Commentaires : Le seigneur de Ganaberho avait droit d'entrée aux Etats de Navarre. En 1686, Pierre de Saint-Martin, et en 1714 Arnaud d'Olhagaray, sont reçus aux Etats comme seigneurs de cette maison. Maison noble à Juxue, en Pays de Cize. |

Famille Ganchaegui (Donostia) :
| Blason | Blasonnement : D'or a deux fasces de gueules accompagnnees entre elles de deux fleurs de lys d'azur, en chef d'une croisette fleurdelisée de gueules, et en pointe d'un loup passant de sable. Note : Les blasonnements de cette page sont tous issus de cet ouvrage qui cite également d'autres sources. Commentaires : Maison noble à Bergara du nom de Ganchaegui de Suso. Preuves de noblesse en 1574 par Miguel Fernadez de Ganchaegui, habitant de Saint-Sébastien. |

Famille Gandia (Guipuscoa) :
| Blason | Blasonnement : Parti, au 1 d'or à quatre pals de gueules ; au 2 de gueules à trois billettes d'or chargées chacune d'un marteau de sable emmanché de gueules. Note : Les blasonnements de cette page sont tous issus de cet ouvrage qui cite également d'autres sources. Commentaires : Maison noble à Ataun. Antonio Gonzalez de Gandia servit à la défense des villes de Saint-Sébastien et Fontarrabie sous le règne de Charles Quint. |

Famille Ganuza (Navarre) :
| Blason | Blasonnement : D'azur à cinq châteaux d'or posés en sautoir, alias : huit châteaux d'or posés 2, 2, 2 et 2. Note : Les blasonnements de cette page sont tous issus de cet ouvrage qui cite également d'autres sources. Commentaires : Maison noble à Ganuza, dont elle prit le nom, au village de Metauten, près d'Estella. |

### Gao
Famille Gaona (Alava) :
| Blason | Blasonnement : D'azur à deux chaudrons d'or cerclés de sinople, posés en pal ; à la bordure de gueules chargée de huit flanchis d'or (armes primitives). Note : Les blasonnements de cette page sont tous issus de cet ouvrage qui cite également d'autres sources. Commentaires : Maison noble à Gaona, dont elle prit le nom, près de Vitoria-Gasteiz. Lignage qui serait issu d'un chevalier de ce nom qui participa à la prise de Baeza. |

### Gar
Famille Garagorri (Guipuscoa) :
| Blason | Blasonnement : Coupé, au 1 d'argent à la bande d'azur chargée d'une fleur de lys d'or ; au 2 d'or au chêne de sinople ; à la bordure générale d'azur chargée de huit coquilles d'or. Note : Les blasonnements de cette page sont tous issus de cet ouvrage qui cite également d'autres sources. Commentaires : Lignage d'Andoain dont étaient Andrés, Joancho et Txomin Garagorri qui se distinguèrent à la bataille de Las Navas de Tolosa en 1212. |

Famille Garaiburu (Guipuscoa) :
| Blason | Blasonnement : D'argent au chêne de sinople, fruité d'or, au loup passant de sable ravissant un mouton d'argent, brochant au pied du tronc ; à la bordure d'or chargée de huit flanchis de gueules. Note : Les blasonnements de cette page sont tous issus de cet ouvrage qui cite également d'autres sources. Commentaires : Maison noble de la vallée d'Oyarzun, près de Donostia. |

Famille Garaicoa (vallée du Baztan) :
| Blason | Blasonnement : Échiqueté d'argent et de sable. Note : Les blasonnements de cette page sont tous issus de cet ouvrage qui cite également d'autres sources. Commentaires : Maison noble qui porte les armes de la vallée. |

Famille Garaicoechea (Baztan) :
| Blason | Blasonnement : Échiqueté d'argent et de sable. Note : Les blasonnements de cette page sont tous issus de cet ouvrage qui cite également d'autres sources. Commentaires : Famille du Labourd possédant des maisons nobles à Azpilkueta, dans le Baztan, à Sunbilla, au nord de la vallée de Santestaban, à Lantz et à Elduayen (en Guipuscoa). Les maisons du Baztan portent les armes de la vallée. |

Famille Garaicoechea (Elduayen) :
| Blason | Blasonnement : D'or à l'arbre de sinople accosté de deux loups affrontés de sable, et surmonté d'un flanchis de gueules. Note : Les blasonnements de cette page sont tous issus de cet ouvrage qui cite également d'autres sources. Commentaires : Famille du Labourd possédant des maisons nobles à Azpilkueta, dans le Baztan, à Sunbilla, au nord de la vallée de Santestaban, à Lantz et à Elduayen (en Guipuscoa). Armes de la famille d'Elduayen. |

Famille Garastelu (Hélette) :
| Blason | Blasonnement : D'or à cinq cotices de gueules. Note : Les blasonnements de cette page sont tous issus de cet ouvrage qui cite également d'autres sources,. Commentaires : Maison noble appartenant à la famille d'Esquille de Garris. |

Famille Garat (Garris) :
| Blason | Blasonnement : D'or à deux chevrons de sinople accompagnés de trois étoiles de gueules, 2 et 1. Note : Les blasonnements de cette page sont tous issus de cet ouvrage qui cite également d'autres sources,. Commentaires : Guillaume-Arnaud de Garât, alcade du Pays de Mixe, se présenta à l'assemblée des Etats tenus à Pampelune au nom de Ferdinand le Catholique, roi de Castille. |

Famille Garat (Mixe) :
| Blason | Blasonnement : D'or à cinq cotices en bande d'azur. Note : Les blasonnements de cette page sont tous issus de cet ouvrage qui cite également d'autres sources. |

Famille Garat (Ustarritz) :
| Blason | Blasonnement : coupé, au 1 parti d'azur à la foi d'argent posée en barre (et des barons membres du collège électoral, qui est) : de gueules à la branche de chêne en bande d'argent ; au 2, de sable un lévrier couché, colleté et soutenu, la tête contournée, le tout d'or. Note : Les blasonnements de cette page sont tous issus de cet ouvrage qui cite également d'autres sources. Commentaires : Famille illustrée par Dominique Joseph Garât, ministre de l'Intérieur en 1793, sénateur de l'Empire. |

Famille Garayoa (Aezcoa) :
| Blason | Blasonnement : D'argent au chêne de sinople, au sanglier de sable brochant sur le fût ; à la bordure engrêlée de gueules (armes de la vallée). Note : Les blasonnements de cette page sont tous issus de cet ouvrage qui cite également d'autres sources. Commentaires : Une maison noble dénommée Alcatarena existait dans cette localité d'Aezcoa. |

Famille Garbalda (vallée du Baztan) :
| Blason | Blasonnement : Échiqueté d'argent et de sable (armes de la vallée). Note : Les blasonnements de cette page sont tous issus de cet ouvrage qui cite également d'autres sources. Commentaires : Famille d'Elizondo. |

Famille Garbiso (Labourd) :
| Blason | Blasonnement : De gueules à trois bandes de sinople effilées d'or. Note : Les blasonnements de cette page sont tous issus de cet ouvrage qui cite également d'autres sources. Commentaires : Famille connue à Sare au XVIIIe siècle. NOTE : Ce blasonnement est incomplet et/ou incohérent. |

Famille Garbuna (vallée d'Oyarzun) :
| Blason | Blasonnement : Écartelé, aux 1 et 4 de gueules à cinq chardons d'argent posés en sautoir ; aux 2 et 3 d'or à deux loups de sable posés en pal. Note : Les blasonnements de cette page sont tous issus de cet ouvrage qui cite également d'autres sources. Commentaires : Maison noble de la paroisse de San Esteban, vallée d'Oyarzun, près de Donostia. |

Famille Garcia de Ucar (Navarre) :
| Blason | Blasonnement : Écartelé, au 1 d'or à trois fasces ondées d'azur, qui est Solchaga ; au 2. d'argent à l'arbre de sinople, qui est Eliceche ; au 3 de sable à deux lions d'argent, qui est Sainte- Marie ; au 4 d'azur à trois coquilles d'argent; écartelé d'argent à deux loups de sable, qui est Suhescun. Note : Les blasonnements de cette page sont tous issus de cet ouvrage qui cite également d'autres sources. Commentaires : Famille possédant la maison noble de Ucar, dans la localité de ce nom, à l'est de Puente la Reina. |

Famille Garibay (Guipuscoa) :
| Blason | Blasonnement : D'or au cerf passant au naturel, la tête contournée, sur un champ de sinople chargé d'épis de blé d'or, surmonté d'une aigle de sable les serres accrochées à la croupe du cerf, et qui lui pique l'échine de son bec. Note : Les blasonnements de cette page sont tous issus de cet ouvrage qui cite également d'autres sources. Commentaires : Ancien lignage guipuzcoan dont la maison souche se trouvait à Oñate, au quartier Garibay, et dont la filiation est établie depuis Pedro de Garibay, seigneur de la maison de ce nom, vivant en 1323. |

Famille Garibay (Esteban) (Guipuscoa) :
| Blason | Blasonnement : Écartelé, aux 1 et 4 d'or au cerf passant au naturel, la tête contournée, sur un champ de sinople chargé d'épis de blé d'or, surmonté d'une aigle de sable les serres accrochées à la croupe du cerf, et qui lui pique l'échine de son bec, aux 2 et 3 d' or à trois bandes d'azur chargées de sept couronnes d'or, 2, 3 et 2. Note : Les blasonnements de cette page sont tous issus de cet ouvrage qui cite également d'autres sources. Commentaires : Selon Esteban de Garibay, historien, les trois bandes signifient que seuls trois peuples dominèrent l'Espagne : les descendants de Tubal, petit-fils de Noé, les Romains et les Wisigoths, et les sept couronnes, les sept royaumes que se partageaient la péninsule au temps de la Reconquête : Léon, Castille, Navarre, Aragon, Portugal, royaumes maures de Cordoue et de Grenade. Cet écu est encore visible sur la façade de la maison Garibay-Zamalloa à Mondragôn. |

Famille Garin (Astigarreta) :
| Blason | Blasonnement : Parti, au 1 d'or aux cannes à sucre de sinople ; au 2 de sinople au cheval d'argent. Note : Les blasonnements de cette page sont tous issus de cet ouvrage qui cite également d'autres sources. Commentaires : Armes de la maison d'Astigarreta. |

Famille Garin (Guipuscoa) :
| Blason | Blasonnement : D'or au chêne de sinople, au loup de sable au pied de l'arbre, accompagné en chef de six flèches de sable attachées trois par trois de chaque côté de la cime du chêne. Note : Les blasonnements de cette page sont tous issus de cet ouvrage qui cite également d'autres sources. Commentaires : Famille d'origine française établie à Beasain, près de Tolosa, et à Astigarreta. |

Famille Garinoain (Navarre) :
| Blason | Blasonnement : D'argent à trois fasces de gueules et une bordure d'azur. Note : Les blasonnements de cette page sont tous issus de cet ouvrage qui cite également d'autres sources. Commentaires : Une maison noble de ce nom existait dans cette localité de Navarre. |

Famille Garmendi (Labourd) :
| Blason | Blasonnement : De sinople à la bande d'argent ; à la bordure de gueules chargée de huit flanchis d'or. Note : Les blasonnements de cette page sont tous issus de cet ouvrage qui cite également d'autres sources. Commentaires : Famille citée à Sare en 1609. |

Famille Garmendia (Bortziriak) :
| Blason | Blasonnement : D'argent au mont de sinople sommé d'un arbre du même accompagné au pied du tronc d'un sanglier de sable poursuivi par un chasseur qui le blesse avec une lance de sable, le fer d'azur. Note : Les blasonnements de cette page sont tous issus de cet ouvrage qui cite également d'autres sources. Commentaires : Maison noble à Vera de Bidasoa. |

Famille Garmendia (Guipuscoa) :
| Blason | Blasonnement : D'argent au mont de sinople sommé d'un arbre du même accompagné au pied du tronc d'un sanglier de sable poursuivi par un chasseur qui le blesse avec une lance de sable, le fer d'azur. Note : Les blasonnements de cette page sont tous issus de cet ouvrage qui cite également d'autres sources. Commentaires : Lignage guipuzcoan avec des maisons nobles à Amezketa, Abalcisketa (près de Tolosa), Zarautz et en vallée d'Oyarzun. Mêmes armes que les précédents. |

Famille Garra (Hélette) :
| Blason | Blasonnement : D'argent au loup passant de sable, allumé et lampassé de gueules. Note : Les blasonnements de cette page sont tous issus de cet ouvrage qui cite également d'autres sources. |

Famille Garris (Basse-Navarre) :
| Blason | Blasonnement : D'argent à trois sangliers passants de sable, 2 et 1. Note : Les blasonnements de cette page sont tous issus de cet ouvrage qui cite également d'autres sources,. Commentaires : Ces armes sont aujourd'hui portées par la commune de Garris, Arnaud Arramon de Garris est cité en 1144, et Garcia-Ximenez de Guarriz est mentionné en 1235. Diego Nanchez de Garris était gouverneur de Pampelune en 1294. |

Famille Garro (Mendionde) :
| Blason | Blasonnement : D'argent à la croix de gueules cantonnée de quatre loups passants de sable. Note : Les blasonnements de cette page sont tous issus de cet ouvrage qui cite également d'autres sources,. Commentaires : Ancienne maison connue depuis Aner de Garro, gentilhomme de la cour de Bertrand, vicomte de Labourd. Les seigneurs de Garro reçurent de Charles II le Mauvais, roi de Navarre, par lettres datées de Sainl-Jean-Pied-de-Port le 17 août 1378, un domaine en vallée d'Ossès (Palacio de Garro). |